# Kanton Cologne
Kanton Cologne (fr. Canton de Cologne) je francouzský kanton v departementu Gers v regionu Midi-Pyrénées. Skládá se ze 13 obcí.

## Obce kantonu
- Ardizas
- Catonvielle
- Cologne
- Encausse
- Monbrun
- Roquelaure-Saint-Aubin
- Sainte-Anne
- Saint-Cricq
- Saint-Georges
- Saint-Germier
- Sirac
- Thoux
- Touget